# آبشار پانتر کریک
آبشار پانتر کریک (به انگلیسی: Panther Creek Falls) آبشاری است که در ایالت واشینگتن، ایالات متحده آمریکا واقع شده و ارتفاع کلی ریزشگاه آن ۱۳۰ فوت (۴۰ متر) است.